# مملكة إيسين
مملكة إيسين هي مملكة آمورية أنشأها إشبي إيرا في إيسين تداول عليها 15 ملكا من سنة 1953 إلى سنة 1740 قبل الميلاد، منهم من قد اغتصب العرش أو رشحه الحكم السابق خليفة له. وفي عهد دامق إيليشو غزت مملكة لارسة إيسين و أنهت حكم مملكة إيسين ، ثم ضم سين موباليط حاكم بابل إيسين إليه وفي عهد ابنه حمورابي أسقط حكم سلالة لارسا.